# Eric Stokes (Footballspieler, 1999)
Eric Jamane Stokes (geboren am 1. März 1999 in Conyers, Georgia) ist ein US-amerikanischer American-Football-Spieler auf der Position des Cornerbacks. Er spielt für die Las Vegas Raiders in der National Football League. Zuvor spielte er College Football für Georgia und wurde von den Green Bay Packers in der ersten Runde im NFL Draft 2021 ausgewählt.

## Frühe Jahre und College
Stokes besuchte die Eastside High School in Covington, Georgia, wo er neben American Football auch in der Leichtathletik aktiv war. Nach der Highschool entschied er sich, für die Georgia Bulldogs der University of Georgia zu spielen.
2017 nahm Stokes ein Redshirt, um ein Jahr länger die Spielberechtigung zu erhalten. In seiner ersten Saison spielte er in 13 von 14 Spielen, in drei Spielen konnte er starten. Dabei macht er 38 Tackles. 2019 konnte er in 13 von 14 Spielen starten und dort 38 Tackles und einen Sack verbuchen. In der Saison 2020 war er abermals der Starter. In dieser Saison konnte er seine erste Interception fangen, welche er als Pick Six zu einem Touchdown zurücktragen konnte. In der gesamten Saison konnte er vier Interceptions fangen und zwei Touchdowns erzielen.

## NFL
Stokes wurde von den Green Bay Packers in der ersten Runde mit dem 29. Pick im NFL Draft 2021 ausgewählt. Am 2. Juni 2021 unterschrieb er einen Vierjahresvertrag mit einer Teamoption für ein fünftes Jahr.
Bei der 3:38-Niederlage gegen die New Orleans Saints in Woche 1 der Saison 2021 gab er als Ersatzspieler sein Debüt in der NFL. Nachdem der Starter Kevin King schwache Leistungen gezeigt hatte, wurde Stokes ab der dritten Woche als Starter neben Jaire Alexander eingesetzt. Bereits bei seinem nächsten Start konnte er beim 27:17-Sieg in Woche 4 gegen die Pittsburgh Steelers eine Interception von Ben Roethlisberger fangen. Da sich auch Jaire Alexander verletzte, startete Stokes in der restlichen Saison mit einer Ausnahme alle Spiele. Dabei konnte er mit seinen Leistungen überzeugen und in der gesamten Saison 14 Pässe verteidigen. Mit den Packers konnte er 13 Spiele gewinnen und damit den ersten Seed in der NFC erreichen, wo sie in der Divisional-Runde der Playoffs mit 10:13 gegen die San Francisco 49ers verloren.
In den Spielzeiten 2022 und 2023 kam Stokes verletzungsbedingt auf insgesamt lediglich zwölf Einsätze. Daraufhin lehnten die Packers im Frühling 2024 die Option auf ein fünftes Vertragsjahr für Stokes ab, womit sein Vertrag in Green Bay nach der Saison 2024 auslief. In der Saison 2024 verlor Stokes seine Position als Stammspieler.
Im März 2025 unterschrieb Stokes einen Einjahresvertrag bei den Las Vegas Raiders.

### NFL-Statistiken
| Saison                             | Saison | Spiele | Spiele      | Tackles | Tackles | Tackles | Tackles | Interceptions | Interceptions | Interceptions | Interceptions | Interceptions | Fumbles | Fumbles | Fumbles |
| Jahr                               | Team   | Spiele | als Starter | Gesamt  | Solo    | Ast     | Sacks   | PD            | INT           | Yds           | Lng           | TD            | FF      | FR      | TD      |
| ---------------------------------- | ------ | ------ | ----------- | ------- | ------- | ------- | ------- | ------------- | ------------- | ------------- | ------------- | ------------- | ------- | ------- | ------- |
| 2021                               | GB     | 16     | 14          | 55      | 43      | 12      | 0,0     | 14            | 1             | 0             | 0             | 0             | 0       | 0       | 0       |
| 2022                               | GB     | 9      | 9           | 26      | 21      | 5       | 0,0     | 0             | 0             | 0             | 0             | 0             | 0       | 0       | 0       |
| 2023                               | GB     | 3      | 2           | 6       | 5       | 1       | 0,0     | 0             | 0             | 0             | 0             | 0             | 0       | 0       | 0       |
| 2024                               | GB     | 17     | 7           | 41      | 29      | 12      | 0,0     | 0             | 0             | 0             | 0             | 0             | 0       | 0       | 0       |
| Gesamt                             | Gesamt | 45     | 32          | 128     | 98      | 30      | 0,0     | 14            | 1             | 0             | 0             | 0             | 0       | 0       | 0       |
| Quelle: pro-football-reference.com |        |        |             |         |         |         |         |               |               |               |               |               |         |         |         |